# Campionati europei di canoa/kayak sprint 1967
I Campionati europei di canoa/kayak sprint 1967 sono stati la 9ª edizione della competizione continentale. Si sono svolti a Duisburg, in Germania. Gli atleti hanno preso parte a 16 eventi in totale, 13 gare maschili e 3 femminili.

## Medagliere
| Pos.   | Paese            | Oro | Argento | Bronzo | Totale |
| ------ | ---------------- | --- | ------- | ------ | ------ |
| 1      | Unione Sovietica | 7   | 3       | 7      | 17     |
| 2      | Romania          | 6   | 4       | 2      | 12     |
| 3      | Ungheria         | 2   | 1       | 2      | 5      |
| 4      | Germania Ovest   | 1   | 2       | 1      | 4      |
| 5      | Svezia           | 0   | 3       | 1      | 4      |
| 6      | Cecoslovacchia   | 0   | 2       | 1      | 3      |
| 7      | Danimarca        | 0   | 1       | 0      | 1      |
| 8      | Norvegia         | 0   | 0       | 1      | 1      |
| 8      | Austria          | 0   | 0       | 1      | 1      |
| Totale | Totale           | 16  | 16      | 16     | 48     |

## Podi

### Uomini
| Evento           | Oro                                                                               | Perform. | Argento                                                                           | Perform. | Bronzo                                                                             | Perform. |
| Canoa C-1 1000M  | Detlef Lewe                                                                       | 4:21,06  | Tamás Wichmann                                                                    | 4:22,53  | Jiří Čtvrtečka                                                                     | 4:22,87  |
| Canoa C-1 10000M | Andrei Igorov                                                                     | 51:23,40 | Rudolf Pěnkava                                                                    | 51:36,60 | Naum Prokupets                                                                     | 51:50,40 |
| Canoa C-2 1000M  | Ungheria Tamás Wichmann Gyula Petrikovics                                         | 4:00,55  | Romania Constantin Manea ???                                                      | 4:01,84  | Unione Sovietica Vasili Kaliaghin Valeri Dribas                                    | 4:02,54  |
| Canoa C-2 10000M | Romania Petre Maxim Aurel Simionov                                                | 46:42,65 | Unione Sovietica Vasili Kaliaghin Valeri Dribas                                   | 46:48,71 | Svezia Bernt Lindelöf Erik Zeidlitz                                                | 46:49,71 |
| Kayak K-1 500M   | Aurel Vernescu                                                                    | 1:54,13  | Rolf Peterson                                                                     | 1:54,20  | Anatoly Tishchenko                                                                 | 1:54,62  |
| Kayak K-2 500M   | Unione Sovietica Vladimir Obraztsov Georgiy Karyuchin                             | 1:42,80  | Romania Aurel Vernescu Atanase Sciotnic                                           | 1:43,01  | Romania Costel Cosnita Andrei Conţolenco                                           | 1:44,63  |
| Canoa K-1 4X500M | Romania Dimitrie Ivanov Mihai Țurcaș Aurel Vernescu Andrei Conţolenco             | 7:33,57  | Germania Ovest Bernd Guse Hans Günther Heinz Büker Hogder Zander                  | 7:33,70  | Unione Sovietica Georgiy Karyuchin Anatoly Tishchenko Yury Kabanov Willy Baltinsch | 7:34,64  |
| Kayak K-1 1000M  | Alexander Sheparenko                                                              | 3:54,71  | Erik Hansen                                                                       | 3:55,81  | Mihály Hesz                                                                        | 3:56,13  |
| Kayak K-2 1000M  | Romania Aurel Vernescu Atanase Sciotnic                                           | 3:33,71  | Svezia Lars Andersson Gunnar Utterberg                                            | 3:34,30  | Ungheria Csaba Giczy István Timár                                                  | 3:34,37  |
| Kayak K-1 10000M | Konstantin Kostenko                                                               | 45:33,10 | Viktor Tsarev                                                                     | 45:35,80 | Egil Søby                                                                          | 45:37,20 |
| Kayak K-2 10000M | Ungheria Imre Kemecsey László Fábián                                              | 42:13,60 | Svezia Lars Andersson Gunnar Utterberg                                            | 42:19,27 | Romania Antrop Vorobiov Ion Terente                                                | 42:21,85 |
| Kayak K-4 1000M  | Romania Serghei Covaliov Mihai Țurcaș Anton Calenic Ian Irimia                    | 3:16,38  | Unione Sovietica Vladimir Morozov Anatolij Grišin Vlacheslav Ionov Valeri Didenko | 3:17,19  | Unione Sovietica Yury Kabanov Georgiy Karyuchin Yuri Stetsenko Nikolai Chuzhikov   | 3:17,30  |
| Kayak K-4 10000M | Unione Sovietica Vladimir Morozov Anatolij Grišin Vlacheslav Ionov Valeri Didenko | 36:45,51 | Romania Costel Cosnita Harali Ivanoviev Anton Calenic Ion Terente                 | 36:48,10 | Austria Günther Pfaff Gerhard Seibold Halmut Hediger Kurt Lindlberger              | 36:56,08 |

### Donne
| Evento    | Oro                                                                                  | Perform. | Argento                                                              | Perform. | Bronzo                                                                              | Perform. |
| Kayak K-1 | Ljudmila Pinaeva                                                                     | 2:09,43  | Ivana Chalupova                                                      | 2:12,70  | Antonina Seredina                                                                   | 2:12,71  |
| Kayak K-2 | Unione Sovietica Ljudmila Pinaeva Antonina Seredina                                  | 1:54,00  | Romania Viorica Dumitru Valentina Serghei                            | 1:54,80  | Germania Ovest Elke Felten Roswitha Esser                                           | 1:54,82  |
| Kayak K-4 | Unione Sovietica Ljudmila Pinaeva Antonina Seredina Marija Šubina Nadezhda Levchenko | 1:43,91  | Germania Ovest Elke Felten Roswitha Esser Sigrid Ritter Renate Breur | 1:46,29  | Unione Sovietica Maria Ivanova Adelaida Mischechkina Galina Kirjarova Natalia Boiko | 1:46,78  |